# Patrick M. Motl
| 15072 Landolt | 25 gennaio 1999 |

Patrick M. Motl (...) è un astronomo statunitense.
Laureatosi in fisica nel 1993 all'Università dell'Indiana, ha poi Ottenuto il dottorato nel 2001 all'Università statale della Louisiana.
Dopo il dottorato si trasferì dapprima all'Università del Missouri, quindi all'Università del Colorado a Boulder per poi tornare all'Università della Louisiana ed infine all'Università dell'Indiana.
Il Minor Planet Center gli accredita la scoperta di nove asteroidi, effettuate tra il 1998 e il 1999 tutte in collaborazione con Walter R. Cooney, Jr..